# Georgi Kabakov
Georgi Kabakov (Bulgaars: Георги Кабаков) (Plovdiv, 22 februari 1986) is een Bulgaars voetbalscheidsrechter. Hij is in dienst van FIFA en UEFA sinds 2013. Ook leidt hij sinds 2008 wedstrijden in de Prva Liga.
Op 15 september 2008 leidde Kabakov zijn eerste wedstrijd in de Bulgaarse nationale competitie. Tijdens het duel tussen Pirin Blagoëvgrad en Belasitsa Petritsj (2–0 voor de thuisploeg) trok de leidsman vijfmaal de gele kaart. In Europees verband debuteerde hij op 11 juli 2013 tijdens een wedstrijd tussen Glentoran en KR Reykjavík in de voorronde van de UEFA Europa League; het eindigde in 0–3 en Kabakov trok zesmaal een gele kaart. Zijn eerste interland floot hij op 12 november 2016, toen Georgië met 1–1 gelijkgespeeld tegen Moldavië door doelpunten van Vako Kazaisjvili en Alexandru Gaţcan. Tijdens deze wedstrijd toonde Kabakov aan drie Georgiërs en drie Moldaviërs een gele kaart.

## Interlands
| Datum             | Plaats                        | Wedstrijd                       | Uitslag | Competitie             | Kreeg geel | Kreeg voor de tweede keer geel en dus rood | Weggestuurd |
| ----------------- | ----------------------------- | ------------------------------- | ------- | ---------------------- | ---------- | ------------------------------------------ | ----------- |
| 12 november 2016  | Tbilisi, Georgië              | Georgië – Moldavië              | 1 – 1   | WK 2018 kwalificatie   | 6          | 0                                          | 0           |
| 13 november 2017  | Antalya, Turkije              | Turkije – Albanië               | 2 – 3   | Vriendschappelijk      | 4          | 1                                          | 0           |
| 28 mei 2018       | Parijs, Frankrijk             | Frankrijk – Ierland             | 2 – 0   | Vriendschappelijk      | 2          | 0                                          | 0           |
| 12 oktober 2018   | Wenen, Oostenrijk             | Oostenrijk – Noord-Ierland      | 1 – 0   | Nations League 2018/19 | 2          | 0                                          | 0           |
| 21 maart 2019     | Zagreb, Kroatië               | Kroatië – Azerbeidzjan          | 2 – 1   | EK 2020 kwalificatie   | 1          | 0                                          | 0           |
| 13 oktober 2019   | Tallinn, Estland              | Estland – Duitsland             | 0 – 3   | EK 2020 kwalificatie   | 2          | 0                                          | 1           |
| 4 september 2020  | Amsterdam, Nederland          | Nederland – Polen               | 1 – 0   | Nations League 2020/21 | 8          | 0                                          | 0           |
| 14 oktober 2020   | Istanbul, Turkije             | Turkije – Servië                | 2 – 2   | Nations League 2020/21 | 4          | 1                                          | 0           |
| 11 november 2020  | Ploiești, Roemenië            | Roemenië – Wit-Rusland          | 5 – 3   | Vriendschappelijk      | 4          | 0                                          | 0           |
| 7 september 2021  | Wenen, Oostenrijk             | Oostenrijk – Schotland          | 0 – 1   | WK 2022 kwalificatie   | 4          | 0                                          | 0           |
| 14 juni 2022      | Zenica, Bosnië en Herzegovina | Bosnië en Herzegovina – Finland | 3 – 2   | Nations League 2022/23 | 2          | 0                                          | 0           |
| 24 september 2022 | Belgrado, Servië              | Servië – Zweden                 | 4 – 1   | Nations League 2022/23 | 4          | 0                                          | 0           |
| 26 maart 2023     | Attard, Malta                 | Malta – Italië                  | 0 – 2   | EK 2024 kwalificatie   | 2          | 0                                          | 0           |
| 16 juni 2023      | Cardiff, Wales                | Wales – Armenië                 | 2 – 4   | EK 2024 kwalificatie   | 7          | 0                                          | 1           |
| 9 september 2023  | Wrocław, Polen                | Oekraïne – Engeland             | 1 – 1   | EK 2024 kwalificatie   | 4          | 0                                          | 0           |
| 21 november 2023  | Pristina, Kosovo              | Kosovo – Wit-Rusland            | 0 – 1   | EK 2024 kwalificatie   | 10         | 0                                          | 0           |
| 9 september 2024  | Nikšić, Montenegro            | Montenegro – Wales              | 1 – 2   | Nations League 2024/25 | 5          | 0                                          | 0           |
| 17 november 2024  | Riga, Letland                 | Letland – Armenië               | 1 – 2   | Nations League 2024/25 | 3          | 0                                          | 0           |
| 6 juni 2025       | Loulé, Portugal               | Gibraltar – Kroatië             | 0 – 7   | WK 2026 kwalificatie   | 1          | 0                                          | 0           |

Laatste aanpassing op 7 juni 2025.